# Lydbog
En lydbog er en skøn- eller faglitterær tekst, som en forfatter, digter, professionel indlæser, skuespiller eller amatørindlæser som supplement til trykudgaven af samme tekst har indtalt, hvorefter lydarkiverne er blevet gemt i et særligt effektivt lydkomprimeringsformat til massedistribution, i 2015 typisk mp3, og tagget med passende emneord som identifikation af indholdet.
En lydbog fungerer som en elektroniske måde at distribuere en indlæst bog eller et tidsskrift på. Distributionen er gennem tiden foregået via fastmedier som LP, spolebånd, kassettebånd, VHS-bånd, CD, flash-RAM, USB-nøgler, MP3-fil og MPEG-4/AAC. Hvis en lydbog ikke distribueres via fastmedie, dvs. typisk via streaming uden lagring på modtagerens maskine, kaldes den en e-lydbog. 
I bibliotekernes decimalklassificeringssystem er en lydbog at regne som en indlæst tekst med ISBN-forlæg. Er teksten således ikke udgivet som ISBN-behæftet bog før den indlæses, katalogiseres den ikke som 'lydbog', hvilket udelukker klassifikation af indlæst unikatekst og lydbogs-antologier under dette nutidige søgeord. 
En særlig variant af lydbogen er en såkaldt "read aloud ebook", hvor en fuld oplæsning af teksten er indlagt i en ebog og efter ønske kan afvikles samtidig med bladring, hvor teksten så løbende markeres i takt med oplæserstemmer. 
Teknologien voice over på f.eks. en iPad , som uafhængigt program eller som browser plug-in gør det muligt at få en webtekst eller en ebog oplæst med syntetisk stemme, men denne mekaniske gengivelser er ikke at regne som lydbog. 

## Før Lydbogen
Den mundtlige fortælling har formodentlig været en del af menneskenes forsamlinger, siden sproget kom til os. I følge den amerikanske storyteller, Ruth Sawyer, forventedes det af middelalderens historiefortællere, at de på byernes markedspladser skulle udvise kendskab til alle tidens hotte fortællinger og "kunne gengive alle bemærkelsesværdige teser fra universiteterne, være velinformede om skandaler ved hoffet, kende til urters helende kraft, kunne komponere vers for en Lord eller Lady med et øjebliks varsel, og beherske mindst to instrumenter, som hoffet for tiden favoriserede". 
Siden blev det almindeligt for borgerskabet at invitere forfattere og digtere hjem til at underholde med egen kunst, og med tilkomsten af udbredt læsefærdighed og re-distribuerende medier som TV og Radio i den vestlige verdens industrisamfund splittedes den orale fortælling op i amatørfortælling for børn hjemme og i skolen, og i kunstoplæsninger udført af skuespillere. 
I Danmark udgjorde fortællingen fra-menneske-til-menneske en væsentlig grundpille i Grundtvigiansk inspireret skolekultur, men efter skolereformen i 1962 gik det mundtlige fortælling stort set af mode. Først i 90'erne med amerikansk-inspirerede storytellers blev den mundlige fortælling for fortællingens skyld comme il faut igen. Og med dén den re-distribuerede fortællerstemme, lydbogen. 

## Lydbogen i det 21. århundrede
Op gennem slutningen af den 20. århundrede og frem til i dag er det i Danmark blevet opfattet som et væsentligt samfundsarbejde at få uddannelseslitteratur og lærebøger indlæst og gjort tilgængelige for folk med læsevanskeligheder - via bånd, CD og streaming fra bibliotekernes store arkiv af indlæsninger, NOTA (som på grund af rettighedsaftaler kun folk med læsevanskeligheder har adgang til). Hovedparten af indlæste bøger i Danmark var således længe alene beregnet på blinde og svagtseende, til børn der endnu ikke kunne læse selv, og til voksne med læsevanskeligheder. 
I dag udgiver både mellemstore og store forlag udvalgte nye bogudgivelser indlæst af rutinerede indlæsere til kommerciel distribution, og indlæsere er ligefrem genstand for fandyrkelse. I takt med den nemmere tilgang til køb via streaming og abonnementsordninger som Mofibo, Riidr og andre, er lydbøger blevet mere udbredte blandt alle befolkningsgrupper, endnu nok mest til adspredelse under transport, men også i hjemmet er lydbogen begyndt at antage form af andet end praktisk supplement til den trykte tekst, ikke mindst pga. digitale muligheder for at fortsætte læsning på forskellige oplæsemedier - mobiltelefon, tablet, computer, ur via proprietær software og distributionskryptering. 
Lydbogen forekommer at være i vækst over hele verden , men grundet de høje produktionsomkostninger er det med undtagelse af rettighedsfri litteratur sjældent andet end et lille udvalg af de nyeste bøger, typisk bestsellere, der bliver udgivet som lydbøger. Blandt lydbøger uden fastmedie, elydbøger, ses typisk den smallere litteratur med forventet lille salg. 
Den mundtlige fortællestemme vinder stærkt indpas i genrespecifikke segmenter af den traditionelle (papir)læserskare som f.eks. krimilæsere. Muligheden for at høre en levende person fortælle præcis hvor og hvornår det passer én, har sat voldsomt gang i streamet salg og abonnement, mens salget af fysiske lydbogsmedier falder. Folk føler ikke længere behov for at eje de fysisk-digitale udgaver af bøger, som de kun vil indtage én gang. Det ses måske tydeligst af, at smallere genrer som f.eks. digtningen, der typisk læses flere gange, som lydbøger har sværere ved at konkurrere med papiret. Hvoraf konkluderes, at lydbøger for en væsentlig del endnu udgøres af konsumlitteratur 

## Klassisk skønlitteratur
I de fleste lande udløber ophavsretten til bøger 70 år efter forfatterens død. Mange af disse rettighedsfrie bøger indlæses og distribueres som elydbøger til gratis eller betalt download via internettet. Det første bogprojekt med rettighedsophørte bøger, Project Gutenberg, er skabt af litteraturelskere, både rutinerede og uskolede folk, der har bidraget med indlæsning af overvejende engelske tekster til gratis download, men der findes bidrag på andre sprog også. Projekt Gutenberg har tillige indskannet og korrekturlæst et voldsomt stort antal klassiske bøger fra før ca. 1930 og udgivet titlerne som ebøger.